# 필리프 르클레르 드 오트클로크
필리프 프랑수아 마리 르클레르 드 오트클로크(프랑스어: Philippe Leclerc de Hauteclocque, 1902년 11월 22일–1947년 11월 28일)는 제2차 세계 대전 당시 자유 프랑스의 장군이었고, 1952년 사후 프랑스 육군원수로 진급했다. 프랑스에서 그는 단순히 르클레르 장군 또는 르클레르로 잘 알려져 있다.
귀족 가문이었던 오트클로크 가의 아들이었던 필리프는 1924년 프랑스의 사관학교인 생시르 사관학교를 졸업했다. 루르 점령 및 모로코에서의 복무를 마친 뒤 르클레르는 생시르에서 사관으로 일했다. 제2차 세계 대전 당시 필리프 르클레르는 프랑스 공방전에서 싸웠다. 르클레르는 프랑스 정부의 정전협정을 무시하고 영국으로 가서 샤를 드 골 장군 휘하에서 자유 프랑스에서 싸운 첫 장군들 중 한 명이었다. 필리프 르클레르는 자신의 이름이 공개되었을 때 아내와 아이가 위험에 처하지 않게 하기 위해 가명을 썼다. 르클레르는 프랑스령 적도아프리카로 파견되었고 자유 프랑스군을 모아 프랑스 정부를 지지하던 가봉군과 가봉 전투에서 맞서 싸웠다. 차드에서 르클레르는 이탈리아령 리비아를 기습하는 작전을 지휘했다. 쿠프라 전투 이후 르클레르는 자신의 군사들에게 "쿠프라의 맹세"로 알려진 복종을 맹세하게 했다.
르클레르 휘하의 병력은 L군으로 알려져 있는데, 1943년 리비아에서 복무했으며, 튀니지로의 진군 당시 영국 제8군의 내륙 쪽 측면을 엄호했다. L군은 마레스선 전투에 참여했다. 이후 L군은 제2기갑사단이 되었다. 이들은 오버로드 작전과 파리 해방 그리고 스트라스부르 전투에 참여했다.
1945년 5월 유럽에서 제2차 세계 대전이 끝난 후, 르클레르는 프랑스 극동해외원정군의 사령관이 되었다. 1945년 9월 2일, 도쿄만에서 있었던 일본의 항복식에서 르클레르는 프랑스 대표로 참석했다. 르클레르는 이후 초기 인도차이나 분쟁에 대한 정치적인 해결책의 필요성을 제시했으나 프랑스 정부는 이를 수용하지 않았고, 1946년 르클레르는 프랑스로 돌아왔다. 르클레르는 1947년 알제리에서 항공기 추락으로 사망했다.